# Bojanice (Świdnica)
Bojanice (deutsch Ludwigsdorf) ist ein Ort in der Landgemeinde Świdnica im Powiat Świdnicki der Woiwodschaft Niederschlesien in Polen.

## Lage
Die Ortschaft liegt etwa 10 Kilometer südwestlich der Stadt Świdnica (Schweidnitz).
Nachbarorte sind Bystrzyca Górna (Ober Weistritz) im Westen, Burkatów (Burkersdorf) im Nordwesten, Opoczka (Esdorf) im Norden, Lutomia Dolna (Nieder Leutmannsdorf) und Lutomia Górna (Ober Leutmannsdorf) im Südosten.

## Geschichte
Auf der Ackerflur von Ludwigsdorf stand früher das untergegangene Dorf Laurichendorf bzw. Lurkendorf, das angeblich im oder vor dem Dreißigjährigen Krieg zerstört wurde. Der Lauersberg mit dem Laurichenschloss unterhalb von Ludwigsdorf erinnterte daran. Ludwigsdorf wurde im Zuge der Ostkolonisation durch deutsche Siedler gegründet. Der Ort ist 1263 als Ludwigi villa erstmals urkundlich erwähnt und 1305 als Ludwigsdorf. Bei dem Gründer und ersten Grundherren dürfte es sich um einen Lokator Ludwig gehandelt haben. Territorial gelangte Ludwigsdorf nach der Teilung des Herzogtums Breslau 1290/91 an das neu gebildete Herzogtum Schweidnitz und wurde bis 1368 vom Schweidnitzer Zweig der Schlesischen Piasten regiert. Nach dem Tod des Herzogs Bolko II. von Schweidnitz fielen die Herrschaftsgebiete von Schweidnitz-Jauer erbrechtlich an die Krone Böhmen, wobei Bolkos II. Witwe Agnes von Habsburg bis zu ihrem Tod 1392 ein Nießbrauch zustand.

### Besitzer
Besitzer waren: 1393 Niklas von Betsch auf Ludwigsdorf und Leutmannsdorf, 1423 dessen Söhne Kunz, Heinz und Niklas von Betsch. Letztere veräußerten das Dorf an die Familie von Seidlitz. Von ihnen besaßen es 1510 und 1543 George, 1548 Hans, der die Obergerichte und Urbarien vindizierte, 1550 George, 1568 und 1594 Friedrich von Seidlitz, der es 1599 an Heinrich von Peterswalde auf Schwengfeld abtrat, 1607 Wolf von Rothkirch. 1650 besaß George Heinrich von Schindel Ober-Ludwigsdorf und zur gleichen Zeit Frau von Tschirnhaus auf Gräditz Nieder-Ludwigsdorf. 1694 gehörte das ganze Dorf George Rudolph von Schindels Erben, 1700 Heinrich Adolph von Schindel, nach ihm seiner Witwe Johanna Eleonore geborene von Kuhlhaus, 1748 Karl Heinrich Freiherr von Seher-Thoß auf Läßig, 1754 Karl Ferdinand Sigmund Freiherr von Seher-Thoß auf Läßig, nach ihm Karl Wilhelm Freiherr von Seher-Thoß auf Schwengfeld und schließlich seiner Schwester Maria Eleonore von Prittwitz.

### Religion

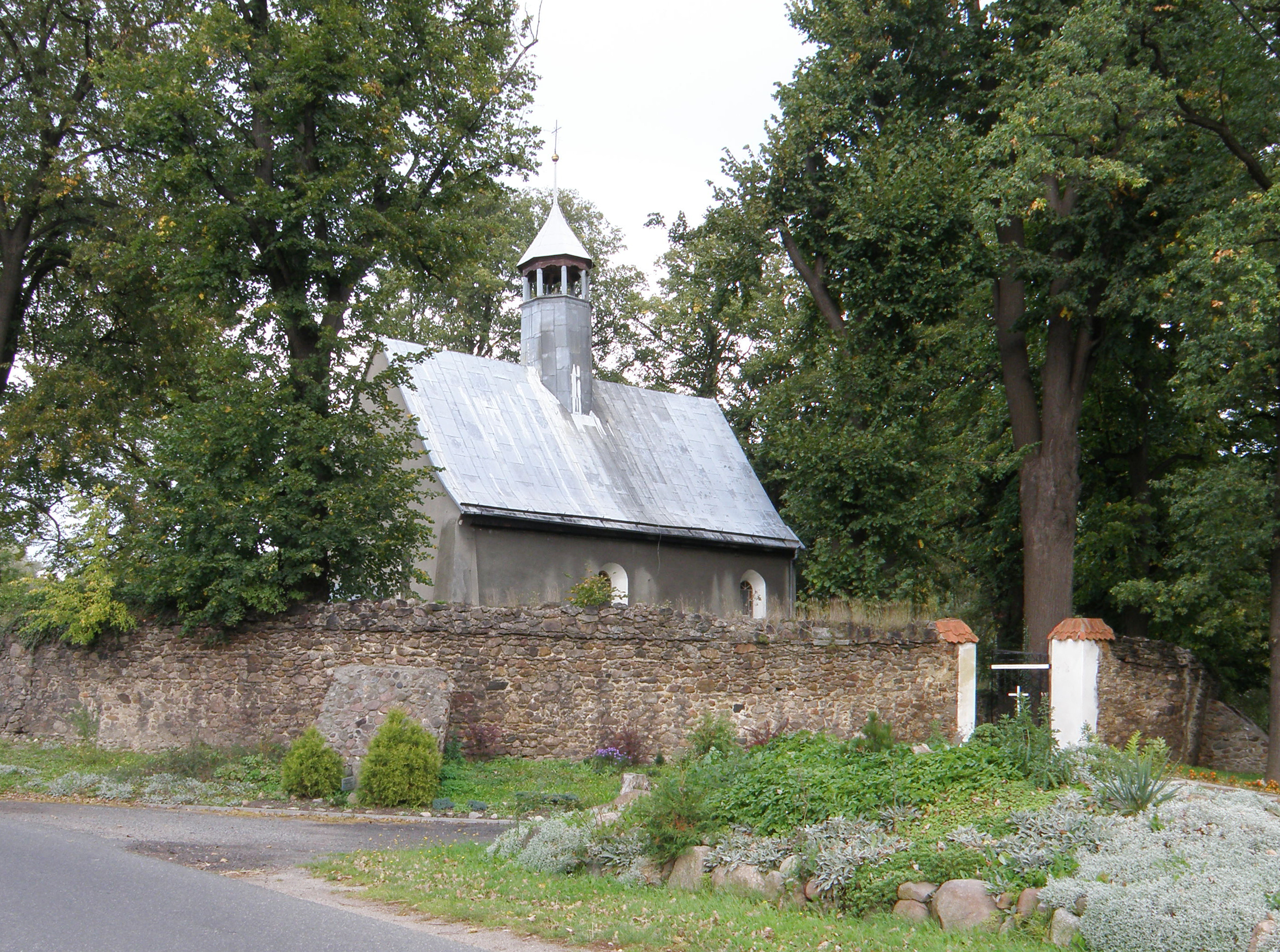
Katholische Filialkirche in Bojanice

Die Kirche von Ludwigsdorf wurde 1370 erstmals erwähnt. Während der Reformationszeit wurde sie protestantisch und 1653 den Katholiken zurückgegeben. Sie war zeitweise Filialkirche der Pfarrei Schwengfeld. Die vollständig evangelischen Einwohner hielten sich zur Friedenskirche Schweidnitz. 1633 wütete im Dorf die Pest, von etwa 400 blieben nur 30 Menschen am Leben. Die Äcker und Felder waren verwüstet, die Kirche zerstört und erst Anfang des 18. Jahrhunderts wieder hergestellt. Der am 21. Juli 1762 in der Schlacht bei Burkerdorf gefallene Hauptmann Cuno Friedrich von der Hagen fand seine letzte Ruhestätte in der Kirche von Ludwigsdorf. Da es 1835 kaum mehr Katholiken in Ludwigsdorf gab, wurde die Pfarrgemeinde aufgelöst und Ludwigsdorf katholisch nach Leutmannsdorf-Bergseite gepfarrt. Die Kirche wurde 1835 wieder der evangelischen Gemeinde übergeben, seit 1857 war sie Filiale von Leutmannsdorf. Die evangelische Schule von Ludwigsdorf wurde 1750 gegründet.

### Bis zur Gegenwart
Nach dem Ersten Schlesischen Krieg fiel Ludwigsdorf 1741/42 an Preußen und wurde in den Landkreis Schweidnitz eingegliedert. 1785 zählte Ludwigsdorf eine katholische zu Schwengfeld gehörenden Filialkirche, ein Schulhaus, zwei Vorwerke, elf Bauern, 24 Gärtner, 27 Häusler, zwei Wassermühlen und 434 Einwohner. Ende des 19. Jahrhunderts hatte Ludwigsdorf 651 Einwohner. Ludwigsdorf gehörte zum Standesamt Schwengfeld und seit 1929 zum Standesamt Esdorf. Als Folge des Zweiten Weltkriegs fiel Ludwigsdorf mit fast ganz Schlesien 1945 an Polen. Nachfolgend wurde es durch die polnische Administration in Bojanice umbenannt. Die deutschen Einwohner wurden, soweit sie nicht schon vorher geflohen waren, vertrieben. Die neu angesiedelten Bewohner stammten teilweise aus Ostpolen, das an die Sowjetunion gefallen war.

## Sehenswürdigkeiten
- Katholische Filialkirche des Orts.